# Hinduizam
Hinduizam je drevna azijska religija čiji početci sežu iz razdoblja od 16. do 15. stoljeća prije Krista, koja je započela svoj razvoj u Indiji, gdje je i danas glavna religija. Indijci, međutim, radije govore o vječnom učenju i zakonu (sanātana dharma), jer je naglasak na načinu života više nego na načinu mišljenja. Hinduizam se izdvaja među svjetskim religijama po neuobičajenoj šarolikosti teoloških i filozofskih doktrina, svjetonazora i religijskih organizacija. Unutar njega postoje razlike često veće od onih među formalno različitim svjetskim religijama što čini svaki pokušaj jezgrovitog definiranja i opisivanja te religije teškim, pa i nemogućim.

## Etimologija
Perzijska riječ Hindu dolazi od sanskrtske riječi sindhu (što znači »indijska rijeka«, rijeka Ind) te su već u 5. stoljeću Perzijanci riječju Hindus imenovali stanovnike indijskog potkontinenta. Rgveda spominje zemlju Indoarijaca kao Sapta Sindhu (zemlja sedam rijeka u sjeverozapadnom dijelu južne Azije, jedna od njih je Ind). To odgovara Hapta Həndu u Avesti, svetom spisu zoroastrizma. Međutim, tek su muslimanski osvajači počeli rabiti taj izraz u religijskom smislu, opisujući njime nemuslimansko stanovništvo tog kraja.

## Rasprostranjenost
Hinduizam je jedna od najvažnijih svjetskih religija, treća po veličini, ne samo zbog procijenjenih više od 800 milijuna sljedbenika nego i zbog izrazitog utjecaja na mnoge druge svjetske religije za vrijeme dugog, neprekinutog razvoja od oko 3500 godina.
Hinduizam je rasprostranjen na prostorima jugoistočne Azije, istočne i južne Afrike, Europe (Ujedinjeno Kraljevstvo), Amerike i pacifičkih područja sve do otočja Fidži. Kroz povijest indijski swami i gurui imali su mnogo sljedbenika, a Hare Krišna skupine danas nalazimo u Europi i u Americi.

## Osnovna obilježja
Hinduizam nema ni osnivača ni proroka. Nema određenu crkvenu ili institucionalnu strukturu, ni strogo određen credo. Hinduizam je čvrsto isprepleten s predajom o zemlji Indiji, njezinim društvenim sustavom i poviješću. Neki smatraju da je hinduizam »savez kultova i običaja, kolaž ideja i duhovnih težnji«. Moglo bi se postaviti pitanje radi li se o jednoj vjeri ili više vjera, jer hinduizam obuhvaća mnogo različitih vjerovanja i tumačenja:
- većina hindusa vjeruje u Boga na ovaj ili onaj način; pojedini hindus može štovati jednog boga, nekoliko njih ili nijednog
- neki hindusi vjeruju da poštovanje svih živih bića zahtijeva da budu vegetarijanci; drugi će žrtvovati životinje za vrijeme hramskih svečanosti
- neki obožavaju Šivu, neki Višnu ili njegove inkarnacije; drugi pak štuju božice
- stanovnici jednog sela nemaju isto središte vjere, koje će ujediniti seljake i na drugom mjestu

Ipak, za hinduizam je karakteristična vjera u nizove utjelovljenja, seobe duša ili reinkarnacije i u tome je značajna razlika pored svih velikih bliskoistočnih jednobožačkih religija koje čovjekov život vide kao jednokratan, premda na neki način vječan, događaj u kojem je naglasak na moralnim odlukama u skladu s Božjim zapovijedima te na njihovoj konačnoj prosudbi nakon smrti. Hindus misli o toku života kroz mnoge egzistencije. To se skriva iza pojma samsara, koji označava tijek života od rođenja do smrti, zatim do ponovnog rođenja – životni ciklus.
Povezan s pojmom samsare jest i pojam karme. Karma doslovno znači »djelo« ili »djelatnost«, a zapravo označava zasluge, krivnje te posljedice čovjekovih djelovanja u jednom životu. U kojem će se sljedećem utjelovljenju duša naći ovisi o njenoj karmi. Hindusi vjeruju da se karma prikuplja i raste, te prenosi kroz mnoga utjelovljenja. Neki smatraju da se posljedice ranijih djela ipak daju popraviti pokajanjima i obredima, »odrađivanjem« kroz nagrade i kazne, te da se na kraju može postići mokša ili »oslobođenje« od cijelog lanca samsare bilo kroz odustajanje i odbacivanje svjetovnih žudnji i želja, Božju milost ili drugi način.
Hindusi osobito štuju mnoge rijeke, a medju njima posebno mjesto zauzima rijeka Ganges, koja ne napaja samo njihovu zemlju, voda je simbol beskonačnog života. Stotine tisuća vjernika obredno se kupaju svakog dana na njezinim obalama. Najznačajnije takvo središte jest grad Benares na Gangesu, koji je ujedno i najsvetiji indijski grad – za hindusa mjesto na kojem želi umrijeti. Poslije spaljivanja pepeo raspu po vodi svete rijeke i »život se nastavlja«.

## Povijesni razvoj

### Podrijetlo
Najstariji dokazi malenih elemenata hinduizma datiraju se u doba neolitika u rani harapanski period (oko 5500. do 2600. prije Krista).
Najstarija vjerovanja i rituali potječu iz pretklasične ere (1500. do 500. prije Krista) te se nazivaju vedskom religijom. Najstariji hinduistički tekst jest Rgveda (1700. do 1100. prije Krista, prema lingvističkim i filološkim dokazima).

### Vedsko razdoblje
Moderni je hinduizam nastao iz Veda. Najstarija Rgveda u središtu ima štovanje božanstava kao što su Indra, Varuna i Agni te Soma ritual.
Negdje između 1500. i 1200. godine prije Krista (nekako u vrijeme kad je Mojsije poveo Izraelce iz Egipta) divlja arijska plemena na bojnim su kolima zauzela Indiju, dolazeći sa sjeverozapada. Naselila su se u područje današnjeg Pandžaba, donijevši svoj jezik i tradiciju, te su tako arijska plemena uvelike utjecala na kulturu i drevne religije starosjedilaca, matrijarhalnog društva utemeljenog već u trećem tisućljeću prije Krista.
Prije nadiranja arijskih plemena glavna karakteristika religije doline Inda bio je kult plodnosti. Mnoge su životinje smatrali svetima (govedo, kozu, zmiju, krokodila), a klanjali su se jednom glavnom božanstvu. Religija arijskih došljaka potisnula je, ali i djelomično asimilirala staroindijsku. Poput Grka, arijska su plemena prinosila žrtve bogovima koji su predstavljali personificirane prirodne sile, dok je stara religija doline Inda uključivala yogu, odricanje i obrede pročišćenja. U to doba se razvija i indijski jezik, što se danas zove sanskrtom.
Taj period ranog hinduizma naziva se još i vedskom religijom. Vede (vid znači »znati«), religijski tekstovi nastali oko 800. godine prije Krista predstavljaju glavni izvor poznavanja prvotne vjere. Najmoćniji izraz te rane religije jest obred, pomno razrađeni ritual kod kojega glavnu riječ vodi svećenik, brahman. Hijerarhija koja je nastala vršenjem obrednih radnji vjerojatno je prvi zametak kasnijeg društva podijeljenog na kaste.

#### Vede
Svete staroindijske knjige stoljećima su prenošene usmenom predajom, te su konačno redigirane koncem 6. stoljeća prije Krista. Vede u užem smislu sadržavaju četiri zbirke stihova (samhita) i proze obrednog, mitološkog i magičnog karaktera:
- Rgveda
- Samaveda
- Jadžurveda
- Athervaveda.

Najstarija je Rgveda napisana drevnim oblikom sanskrta s područja sjeverozapadne Indije. Napisana je vjerojatno u razdoblju između 1300. i 1000. prije Krista te sadrži 1028 himni s više od deset tisuća strofa. Himne su obično upućene jednom bogu, ali se i drugi različiti bogovi u njima pojavljuju. Najpopularniji je bog Indra, koji je prikazan kao ratnik koji pobjeđuje sile zla i stvara svijet, dok je Varna glavni bog koji upravlja ceremonijalnim obredima i zakonom. Dharma (kozmički red) pod njegovim je nadzorom i on osigurava da ne bude prijestupa, kako kozmičkih, tako ni ljudskih.
Prvotnim zbirkama poslije su dodane Brahmane, opsežni komentari i obredni propisi. Posljednji dio Veda jest Upanišad (»Tajna nauka«), zvana i Vedanta, prozna zbirka filozofskog i teološkog karaktera.
Vede imaju izvanredno povijesno i filozofsko značenje, a dijelovi literarnog karaktera, iako malobrojni, ističu se velikom izražajnom snagom i dubinom. Himne Rgvede imaju važnost i kao najstariji uzorci indoeuropskog stiha, ali u njima nalazimo i prve tragove filozofske refleksije. Tako u njima postoji i najraniji izraz o bitku i nebitku, o zakonitosti svemirskog zbivanja i ograničenom dosegu ljudske spoznaje.

### Epovi i legende
Razdoblje od 300. godine prije Krista do 300. godine poslije Krista bilo je odlučno za pojavu onog što nazivamo klasičnim hinduizmom. Pisane su sutre. One su uglavnom bile zbirke aforizama koje su nastojale istaknuti učenje Veda i Upanišada. Božanstva iz Veda zamijenjena su starijim bogovima ili su poistovjećena s njima. Rudra - moćni bog u vedskim himnama bio je tada poistovjećen sa Šivom, »bogom koji pleše«, čiji su kipovi pronađeni prilikom iskopavanja u dolini Inda. Zatim je uslijedilo razdoblje u kojem su zapisivane priče iz prošlosti.
Ono što je kružilo u obliku lokalnih legendi smatralo se najboljim izrazom indijskog pogleda na svijet. Epovi su ukazivali na trajnu borbu dobra i zla, kozmosa i kaosa u čovjekovim poslovima. Sva djela ukazivala su na potrebu da se otkrije smisao i svrha čak i u razdoblju nereda.
Epske pjesme Ramayana i Mahabharata spjevane su od 400. pr. Kr. do 200. poslije Krista, ali su se usmeno prenosile stotinama godina prije. Kasnije purane govore o bogovima i demonima.

#### Ramayana
Ramayana je ep koji je nastao između 4. stoljeća prije Krista i 2. stoljeća poslije Krista sastoji se od 38 000 stihova. To je mit o spletki kojom je Rama, božanski junak i kralj, uklonjen s prijestolja, a njegova vjerna žena Sita oteta na Šri Lanku. Rama je utjelovljenje pravednosti i smatraju ga jednim od deset avatara (utjelovljenja) boga Višne. Pojavilo se mišljenje da bogovi u svakom razdoblju šalju jednog avatara.
U pučkom hinduizmu priča o Rami ne sluša se samo od ranog djetinjstva, već postaje i osnova svakodnevnog života. Ramu se zaziva na početku svakog pothvata i zahvaljuje mu se poslije uspješno obavljenog posla. Njegova junačka djela postala su primjer za ugledanje i poticaj za ispravno ponašanje. Njegovo ime služi za utjehu ostarjelima i pjevat će ga okupljeni žalobnici, dok se tijelo mrtvog čovjeka odnosi na spaljivanje. Ramina žena Sita postala je primjer vjerne žene, te su je veličali zbog njezinih vrlina ljubavi i odanosti.

#### Mahabharata
Mahabharata je ep koji je nastao između 4. stoljeća prije Krista i 4. stoljeća poslije Krista. Najopsežnije je djelo svjetske književnosti s više od 200 tisuća stihova u 18 knjiga. Govori o ratu između braće Pandava i Kaurava.
Bhagavadgita (»Pjesma uzvišenog«), nazivana često i samo Gita, najvažniji je i književno najvredniji od moralno–filozofskih spisa u Mahabharati, a u Indiji je danas najpopularniji dio cijelog epa. Etičke dileme duha, koje u umjetnički oblikovanom dijalogu postupno zaoštravaju, smatraju se najvjernijom ilustracijom indijske misli te se često Gita naziva Biblijom »hinduizma« zbog svoje pučke privlačnosti te se ističe da je spas svima dostupan: klasne razlike nisu prepreka već način da se osigura spas.

### Mahadžanapadi
Za vrijeme željeznog doba u Indiji nekoliko se mislilačkih škola osnovalo i razvijalo u hinduističkoj filozofiji. Tri su ključna događaja uzrokovala nastanak nove epohe hinduističkih mislilaca: upanišadsko duhovno podizanje, dolazak Mahavire, osnivača džainizma te Bude, osnivača budizma. Oni su naučavali da pojedinac ne mora prihvatiti autoritet Veda ili kastinski sustav da bi postigao mokšu ili nirvanu. Buda je otišao korak dalje i tvrdio da postojanje duše ili Boga nije potrebno. U to su doba mnogi hindusi postali budisti ili đianisti:
U 7. stoljeću prije Krista vlast svećenika u društvu bila je u sjevernoj Indiji općenito prihvaćena. No u to doba razvoja unutar hinduizma javljaju se pokreti džainizam i budizam, ali i pokret nazvan Upanišade.
Džainizam i budizam religije su koje su nastale na temeljima hinduizma. Mahavira, ličnost u pozadini džainizma i Buda, osnivač budizma, pripadali su malim gradovima - državama unutar arijskih plemenskih zajednica. Nastaju kao reformacijski pokreti tadašnjeg još nerazvijenog hinduizma, no ipak u konačnici se formiraju kao odvojene religije iako imaju velike sličnosti i zajedničke elemente. Tako u džainizmu postoji tzv. »pet temeljnih vrlina«: nenasilje, govorenje istine, poštovanje, čednost i nevezanost za svjetovne stvari.
Buda, pravim imenom Siddhartha Gautama, odbijao je hinduističke kultove žrtvovanja i sustav kasti te je poučavao o novom načinu oslobođenja i spasenja, koje je opisao kao »ugasnuće« ili nirvana. Smatrao je da je čovjekov osjećaj žudnje odnosno želje, uzrok njegove strepnje i patnje. Odbacivanjem želje postiže se oslobođenje i dostiže se nirvana. Budino učenje brzo se širilo prema jugu Indije i otuda na Šri Lanku i u Burmu.
Iako su džainističke i budističke ideje imale velik utjecaj na razvoj hinduizma, kasniji hinduistički učitelji smatrali su ih nepravovjernima. Nasuprot tome, postojao je drugi oblik polutajnog učenja koje se širilo preko učitelja na učenika unutar vedske baštine te je oblikovalo budući hinduizam. To učenje postalo je poznato kao Upanišade. Ti se učitelji nisu bavili molitvama bogovima ili obrednim žrtvovanjem. Pokušavali su dokučiti osnove svemira, stvarnosti (brahmana) koja prethodi svakom postojanju, istraživali su prirodu ljudske svijesti. Kao i džainisti, i budisti su težili prevladavanju temeljnih osjećaja tjeskobe i frustriranosti koji obilježavaju ljudski život.
Upanišade su zapravo svećenički priručnici, teorijske rasprave koje parabolama obznanjuju svoje viđenje stvarnosti, filozofske spekulacije koje su se očitovale u panteističkom učenju o brahmanu, neutralnoj duši svijeta koja prožima sve stvari, ali u pojedinom se biću javlja kao atman, individualna svijest o samom sebi. Smatrano je da je put do spasa zapravo put do znanja i duhovnog uvida, odnosno da se spasenje individualne duše ne postiže obrednim prinošenjem žrtve, nego filozofsko–mističnim poniranjem u tajne bića i sjedinjenje s bogom. Međutim njihova učenja su bila suviše apstraktna i nepristupačna običnom puku pa su stoga ostala dostupna samo vrlo malom krugu vjernika.

### IslamiBhakti
U posljednjih dvanaest stoljeća muslimanska je vojska često prodirala u Indiju i zaposjedala njezin sjeverni dio. Utjecaj budizma smanjivao se, a mnogi su se hindusi preobratili na islam. Neki su islamski vladari poput Aurangzeba uništavali hinduističke hramove te progonili nemuslimane, dok su drugi, poput Akbara, bili tolerantniji.
Hinduizam je prošao kroz mnoge promjene zbog učenja istaknutih učitelja poput Ramanuje, Madhve ili Čaitanje. Sljedbenici Bakhti (= »predanost«) odmaknuli su se od apstraktnog pojma Brahmana koji je filozof Adi Šankara učvrstio nekoliko stoljeća ranije, prema avatarima poput Krišne ili Rame.

### Indologijai reforme
U 19. i 20. stoljeću došlo je do zbližavanja hinduističkih i europskih mislilaca, što je pokrenulo razvoj indologije i formiranje novih hinduističkih filozofskih škola.
Indologija se kao akademska disciplina razvila u kasnijem 19. stoljeću, s osnivačima Maxom Müllerom i Johnom Woodroffeom. U Hrvatskoj je studij indologije na Filozofskom fakultetu u Zagrebu osnovao Radoslav Katičić.
Hinduizam je i dalje većinska religija u Indiji, a Nepal je jedina svjetska hinduistička država, s hinduizmom kao službenom religijom.

### Pokreti i karizmatski vođe

#### Vivekananda
Hinduistički običaji i vjerovanja kroz stoljeća ostali su gotovo nepromijenjeni u indijskim selima. Ipak, u gradovima je kroz 200 godina izrazitog utjecaja zapadne kulture i kršćanstva došlo do postupnog odvajanja od pučke religijske prakse, praćeno težnjom podcjenjivanja indijske kulture i književnosti. Pojavili su se mnogi reformatorski pokreti hinduizma, koji su nastojali ponovo potvrditi hinduističke vrijednosti. Smatrali su da je sve što je vrijedno u kršćanskoj etici već prisutno u njihovoj vlastitoj hinduističkoj baštini.
Godine 1893., na svjetskom kongresu vjera u Chicagu, na kojem je izlagao Vivekananda (pravim imenom Narenda Nath Datta), prvi su put zapadnjaci imali priliku uistinu osjetiti hinduističku tradiciju i kulturu. Vivekanandi je imao velik utjecaj na mnoge reformatorske pokrete, ali i na međunarodne stavove. Odbijao je poredak privilegiranosti izvedenoj iz kasti, te se zalagao za iste mogućnosti za sve. Njegova osobna poruka bila je da je svaka osoba potencijalno božanska:
»On je u svemu; On je sve. Svaki čovjek i žena jesu opipljiv, blaženi, živi Bog. Tko kaže da je Bog nepoznat?«

#### Mahatma Gandhi
Vivekananda je imao mnogo pristalica i istomišljenika među kojima su bili dobitnik Nobelove nagrade za književnost iz 1913. godine Rabindranath Tagore i borac za nezavisnost i uzdizanje Indije Mohandas Karamchand Gandhi. Gandhi je smatrao da je jedina istina Bog, a ahimsa način da se dostigne Boga. Njegov je hinduizam bio sveobuhvatan. Iako je poštovao vedsku tradiciju i imao određenu naklonost Bhagavadgiti, tvrdio je da njegova verzija hinduizma uključuje:
»...sve za što znam da je najbolje u islamu, kršćanstvu, budizmu i zoroastrizmu.«
Smatrao je da se nenasilje ne smije shvatiti kao pasivnost – to je način djelovanja, paralela s činjenicom da kršćani u mukama Isusa Krista vide vrhovnu djelatnost: oslobođenje čovjeka od grijeha i smrti. Gandhi je odbio i sustav kasta koji je nazivao dodatkom hinduizmu. U svom je utočištu (ašramu) tražio od svojih sljedbenika iste zavjete koje je i on dao: traganje za istinom, nenasilje viđeno kao ljubav na djelu, suzdržavanje od spolnih aktivnosti i poniznost. U ašramu se svaki dan recitiralo i tumačilo po jedno poglavlje Gite, te je i sam Gandhi znao preko polovicu djela napamet.

## Božanstva
Iako u hinduizmu postoji veliki broj božanstava i polubožanstava, većina vjernika štuje samo jednog boga(monoteizam) od kojih su Šiva, Višnu i božice najpopularnije, a također i božanstva zvani deva (devī).
I Višnu i Šiva žarišta su kultova u kojima štovatelji tragaju za jedinstvom s bogom. Snaga štovanja Šive na jugu Indije od davnina odražava odbacivanje brahmanskih arijskih oblika štovanja: žrtvovanja životinja, molitva za mrtve i drugih obreda. Hinduistička umjetnost, za razliku od grčke u kojoj su božanstva prikazana jednostavno kao ljudska bića, ukazuje da su božanstva daleko više od ljudi. Moć je izražena mnoštvom ruku, a božanska mudrost (kao kod Šive) trećim okom na sredini čela. Čak i životinjska obilježja pokazuju posebna svojstva boga. Boga Ganešu uvijek prikazuju sa slonovom glavom i jednom kljovom, što govori o snazi onog koji štiti kroz život.

### Brahma
Bog Brahma ima ulogu stvoritelja, no unatoč toj važnoj ulozi ostaje potpuno apstraktan. Gospodar je svih stvorenja, no ipak on je iznad i onkraj štovanja i vjerojatno mu nije posvećen nijedan hram.
Brahmu često prikazuju kao boga s četiri lica, kako obuhvaća četiri strane svijeta, i s četiri ruke u kojima drži četiri Vede. Katkad je prikazan kako jaše na labudu; katkad sjedi na lopoču,  što je simbol činjenice da dolazi od sebe i da nije stvoren. Njegova je dužnost dovest mnoštvo u život na mjesto prvotnog jedinstva.

### Višnu
Bog Višnu štuje se kao veliki održavatelj, smatra se da upravlja ljudskom sudbinom. Često ga se prikazuje simbolički: on može spavati na oceanu, koji predstavlja kaos, može biti na čelu nebeskog dvora, kao simbol Sunca, može biti izdignut na nebeskom orlu. Kult boga Višne veoma je omiljen. On je ujedno simbol božanske ljubavi, te se približava čovječanstvu u deset svojih inkarnacija ili avatara, od kojih je nekoliko i životinja, a najpopularniji su Rama i Kršna:
- Matsja - riba
- Kurma - kornjača
- Varaha - vepar
- Na-rasimha - čovjek-lav
- Vamana - patuljak
- Parašu Rama
- Rama
- Kršna
- Buda
- Kalki

### Lakšmi
Jedna od najpoznatijih jest Lakšmi, božica bogatstva, svjetla, mudrosti, lotosa i sreće, a također i ljepote, hrabrosti i plodnosti. Smatra se Majkom Svemira. Njezina je inkarnacija Sita, Ramina žena te je tako Višnuova ljubav.

### Šiva
Šiva je božanstvo u kojem se sve suprotnosti susreću i razrješuju u osnovno jedinstvo. Simbol Šive jest falus ili lingam te predstavlja mušku ulogu u plodnosti i rađanju, a u većini hramova posvećenih Šivi nalazi se kip bika, simbola muškosti.
Šiva je razaratelj života, ali i njegov ponovni stvaratelj; grozan, ali i oličenje blagosti. U njemu postoji spolno razlikovanje, ali je i simbol jedinstva koje nadilazi svaku podjelu. On je izvor i dobra i zla.
U umjetničkom prikazivanju od davnina često se prikazuje kao kralj plesača, što je zapravo simbol utjelovljenja kozmičke energije. Ples govori o ritmu u srcu sveg postojećeg – bilo u svemiru ili u pojedinačnoj svijesti, volji ili osjećajima, gdje su znanje i privid (maya) u sukobu. Prikazuje se s mnogo ruku: jedan par izražava ravnotežu između života i smrti, dok drugi upućuje na sukob između dobra i zla.

## Vjerovanja i obredi

### Kaste
Prema vjerovanju, iz Brahminih usta nastali su brahmani, iz ruku vladari, iz bedra zemljoposjednici, trgovci i bankari, a iz stopala radnici, zanatlije i kmetovi.
Poslije se od te četiri klasne skupine izrodila ideja da je neka hijerarhijska struktura društva dio božanske težnje za prirodnim redom. Klase (varna, što znači (»boja«) poslije su se raširile u mnogo skupina određenih rođenjem koje su razlikovale porodice više prema poslu koji su obavljale u zajednici. Smatralo se da jedino brahmani mogu dovesti pojedinca u dodir s kozmičkim silama i jamčiti trajanje života. Tako je svećenička klasa dobila svoj ključan položaj u društvu.
Iako je u najnovije vrijeme neke aspekte sustava kasta indijska vlada stavila izvan zakona, sustav i dalje postoji kao integralni dio indijskog društva. Pitanje braka i uzimanja povezana su s klasnim podjelama. Razvila se ideja da su prve tri klase odvojene od četvrte time što su oni »dvaput rođeni« ili »posvećeni«. No vrlo je vjerojatno da su ljudi četvrte kaste bili prvi prezreni od arijskih osvajača i smatrani pripadnicima inferiorne varne jer su za razliku od njih bili tamnoputi.
Svećenička prevlast nad društvom nije prihvaćena bez pogovora, pogotovo od vladajuće klase. Kroz povijest razvijali su se mnogi pokreti koji su se zalagali za promjene takvog društvenog uređenja, s manje ili više uspjeha u svojim težnjama.

### Hinduistička etika
U klasičnom hinduizmu djelovanje (karma) i dužnosti (dharma) glavni su pojmovi.
Karma će nagomilavanjem dobrih i loših djela utjecati na čovjekovu sudbinu, ali ne postoji jedan način da se postigne dobra karma. Rano u vedskom periodu postojala je ideja o općem moralnom zakonu (rita) kojeg su čuvali bogovi Mitra i Varuna. Molitva i žrtva bile su potrebne da se održi pravilan odnos među božanstavima i čovjekom, a grijeh je mogao biti moralni ili obredni.
Moralni zakon izražavao je osnovu društvenog poretka koji je bio pod kontrolom priručnika svećenika i zajamčen od vladara, no moralni zakoni i djelovanja bili su usko povezani uz klasnu podjelu društva, tako dharma nikad nije postala apsolutna vrijednost za sve pripadnike indijskog društva. Veliku su ulogu pri određivanju moralnih vrijednosti odigrali staroindijski epovi koji naglašavaju neke osnovne etičke vrline - dužnosti djeteta prema roditeljima, ljubav i naklonost koju roditelji moraju pružiti djeci, uzajamno poštovanje u braku, ljubav i sklad kao ideal.
Težnja za bogatstvom i sredstvima za život, uživanje u veselju ili ritualne pobožnosti bili su relativni za one koje žive u svijetu etičkih nastojanja. Jedina apsolutna etika bila je povezana s oslobođenjem pojedinca od ciklusa ponovnog rađanja. »Traganje za blaženstvom« zapravo znači poštovanje osnova moralnosti – sanātana dharme: uzdržavanje od ubijanja, krađe, spolne nečistoće, laži ili uporabe opojnih sredstva.
Ako se ne pridržava tih »zabrana«, pojedinac ne može steći osnovnu čistoću koja je potrebna da se dođe na put prema mokši, na put ka oslobođenju, koji se još naziva đnanamarga. U novije vrijeme više se naglašava napredak nego ciklusi vremena, te će današnji Hindus govoriti o općem dobru kao cilju koji treba postići.

### Joga
Za hindusa je mokša veliki cilj. Ta želja za oslobađanjem nije politička, nego duhovna, a po filozofskom (upanišadskom) učenju, mokša se ističe kao oslobađanje od tereta neznanja jer je neznanje to što sputava čovjeka u vječnom krugu rođenje – smrt – ponovno rođenje, koje izražava samsara. Oslobođenje će se postići onda kada »znanje zamijeni neznanje – kad se stvarnost ispravno shvati, a prolaznost i privid odbaci«. Vjerovalo se da će se kontrolom disanja dopustiti »sebe« da napusti tijelo i krene putem znanja (đnanamargom – ili putem prema mokši). Vjerovalo se da se kontrolom disanja uspijeva postići efekt zatvaranja arterija srca prema čelu, te na taj način »duh kreće do svog doma u srcu«.
Za hindusa posebno se znanje stiče meditacijom praćenom disciplinom joge (yoga) i ponavljanjem misteriozne mantre »Om«. Joga kao znanost, kao razvijena i ustaljena praksa sa svim svojim metodološkim obilježjima, ima više od 6 000 godina žive predaje, koju možda ne poznaje ni jedna druga znanost. Izvorno pripada jednoj od šest klasičnih hinduističkih filozofija – odnosno načina duhovnosti. Joga sadrži osmerostruku metodu savladavanja: yama (apstinencija, govorenje istine, uzdržavanje od ubojstva, jačanje kreposti, samokontrola), niyama (pridržavanje pravila, vršenje pobožnosti), asana (položaji tijela), pranayama (vježbe i regulacija disanja), pratyahara (nadozor tj. obuzdavanje osjetila), dhyana (meditacija), dharana (kontemplacija) i samadhi (oslobađanje, prosvjetljenje).
Moderna joga stekla je značajna priznanja i kao izvor izvrsnog zdravlja te je kao takva prihvaćena od zapadnih stručnjaka i Svjetske zdravstvene organizacije. No ipak, osim u Indiji, još se samo u nekim privatnim klinikama u SAD-u, Velikoj Britaniji, Japanu i Izraelu, yoga i ayurveda (indijska tradicionalna medicina) sustavno primjenjuju.
Terapijska joga sastoji se od više stotina tjelesnih vježbi stavova i tehnika disanja. Ako se nauči i redovito prakticira tehnika joge, ubrzo se uočavaju brze pozitivne promjene zdravstvenog stanja i izlazak iz fizičke i psihičke inertnosti.
Brojna zdravstvena istraživanja dokazala su kako se sustavnim provođenjem terapijske joge postižu bolji rezultati ozdravljenja, u odnosu na konvencionalnu medicinu, kod niza bolesti: karcinoma, side, metaboličkih i endokrinih oboljenja, bolesti živčanog sustava, migrene, astme, nesanice, bolesti kralježnice i zglobova, visokog i niskog tlaka…

### Bhakti
Jogini su težili potiskivanju želje, ljubavi i općenito osjećaja. Odogovor i reakcija na krutost i strogost joge bila je bhakti - odanost jednom određenom bogu koja je postala jak element u pučkoj religiji. Za razliku od ideje vjerničkog, intelektualnog i racionalnog elementa kod joge, bhakti ističe zanos i oduševljenje odnosa ljubavi, te tako mnogo uspješnije zadovoljava emocionalne potrebe vjernika.
Između 7. i 10. stoljeća mnogo je tamilskih pisaca (tamilski jezik jedan je od četiri dravidska jezika na jugu Indije) izražavalo svoje vjerske osjećaje i iskustvo s velikom toplinom i vjerskim žarom. Jedan tamilski pisac piše:
»Bhakti je uzburkan osjećaj, koji guši govor, čini da suze teku, a kosa se diže od ugodnog uzbuđenja i često dovodi do histeričnog smijeha i plača, do iznenadnih napada nesvjestice i dugih nesvjesnih transeva«
U 11. stoljeću veliki tumač Ramanuđa uvodi pojam bhakti u klasičnu, razvijenu hinduističku tradiciju. Za njega je to više oblik intelektualne meditacije praćene ljubavlju, ali bez oduševljenja i zanosa koji i dalje postoje na pučkoj razini. Kao odraz odanosti prema određenom bogu, specifično prema Kršni ili bogu Višni, pripadnici višnuitske sekte crtaju crvene ili bijele uspravne linije na čelu ili crne, crvene ili bijele točke između obrva.
Osim ritualnih radnji i svečanosti, postoje i himne veličanja koje se pjevaju i kipovi kojima se vjernici trebaju diviti i obožavati, ali to za hinduizam nije »idolopoklonstvo«. Idol u tim trenucima štovanja postaje žarište kroz koje se štuje bog, koji ni u kakvu obliku ne može biti prikazan.

## Hinduistički blagdani
- Divali, novogodišnja svetkovina svjetla
- Holi, proljetna svetkovina
- Janmaštmani, Kršnin rođendan
- Šiva Ratri, glavna svetkovina Šive

### Bogoslužja
U drevna arijska vremena bogoslužja su se obavljala na otvorenom, oko žrtvene vatre. Hramsko bogoslužje dolazi vjerojatno od raznih običaja iz doline Inda. Rani su hramovi bili građeni od drva, pa tako nisu ostali sačuvani. Kasnije građeni hramovi imali su toranj i zidove sa simbolom božanstva u sredini, okruženim mnogim simbolima iz duhovnog svijeta.
Za učenije štovatelje, svaki dio hrama ima duboko duhovno ili simboličko značenje. Središnje svetište je srce štovalaca, dok toranj označava let duha u nebo. U hramovima bi vjernici, kako bi se približili svom bogu, prolazili određene obrede pročišćenja. Oni su uključivali obredno pranje nogu, ispiranje usta, kupanje, stavljanje mirisa, te su se za to vrijeme pjevale himne, zvonila zvona, palio se tamjan i svirala se obredna glazba.
Bogoslužje je u velikoj mjeri individualno. Zbog toga su obredi kod kuće isto tako važni kao i oni u hramu. Hindus štuje kao pojedinac i kao obitelj, a ne kao zajednica vjernika. U većini kuća nalazi se neki kut ili soba gdje se nalazi obiteljski žrtvenik. Na njemu je kip, oltar ili simbol božanstva. To može biti spiralno oblikovan kamen koji predstavlja Višnu ili kameni stup koji predstavlja Šivu. To su i jarko obojene slike koje prikazuju hindusku mitologiju ili oslikavaju junačka djela bogova.
Rano ujutro, štovanje započinje izgovaranjem mantre »Om«, a zatim vjernik sjeda na zemlju prekriženih bosih nogu, gledajući vrh svog nosa i licem okrenut prema izlasku Sunca te započinje meditaciju. Pali mirisne štapiće ili tamjan, a ispred žrtvenika polaže hranu i cvijeće. Večernje pobožnosti slične su, ali kraće.
Brak je izrazito važan za svakog vjernika. Vjenčanje je jedan od najsvečanijih i najsloženijih obreda u hinduizmu, obred koji ne samo da osigurava nastavak obitelji nego i blagostanje preminulim članova obitelji koji borave u drugom svijetu. Pogrebne svečanosti imaju također veliku važnost te je sin taj koji obavlja obrede koji će omogućiti duši njegova preminula oca novo duhovno tijelo, kojim će se preseliti u sljedeći život.

### Holi
Hinduističke blagdanske svečanosti u velikoj mjeri povezane su s promjenom godišnjih doba, od kojih je najpoznatija Holi. To je proljetna svečanost Kršne te se tada ukidaju kaste i tabui. U toj je svečanosti snažno naglašeno zadovoljstvo te se proslavlja plesanjem na ulici, procesijama i prskanju obojenom vodom i prahom.

### Divali
Divali je jesenska svečanost, svečanost svijetla ili hinduistička Nova godina, povezana s božicama Kali i Lakšmi. Hodočašća su povezana s ciklusima priča. Lakšmi, božica sreće, posvećuje svaku kuću u kojoj gori svjetiljka. Gradovi Benares, Allahabad ili Vrndan postaju središta za stotine tisuća hodočasnika.

## Vanjske poveznice
- Hinduizam
- Pregled hinduizma (engl.)